# Леандер Паес
Леандер Паес (17. јун 1973. Калкута, Индија) је индијски тенисер који наступа у конкуренцији парова. Најбољи пласман на АТП листи остварио је 21. јуна 1999. када је био на првом месту. Укупно је у каријери провео 39 недеља као број 1.
Поред тога, девет сезона је завршавао у топ 10, петнаест узастопних сезона у топ 50 (2001–15) и 24 сезоне у топ 100 (1995–2018).
За Завршно првенство сезоне квалификовао се петнаест пута, а четири пута је губио у финалима: 1997, 1999 и 2000. у пару са Бупатијем и 2005. у пару са Зимоњићем. На турнирима мастерс 1000 серије тријумфовао је тринаест пута, на осам различитих турнира. Једини турнир који није успео да освоји је Мадрид, у ком је играо у финалу 2005. са Зимоњићем.
Освојио је укупно 54 АТП титуле у дублу, и то макар једну у деветнаест узастопних сезона (1997–2015). Титуле је освајао са четрнаест различитих партнера, највише са Бупатијем (26). Такође, поседује и 26 титула са челенџера. У појединачној конкуренцији, једину титулу је освојио у Њупорту 1998. Те године остварио је и највећу победу у каријери када је у трећем колу турнира у Њу Хејвену савладао другог тенисера света Пита Сампраса. У квалификацијама за Индијан Велс 2000. победио је тада 18-годишњег Федерера.
На гренд слем турнирима има осамнаест титула: осам у мушким и десет у мешовитим паровима. Један је од три тенисера у опен ери са каријерним гренд слемом у мушким и мешовитим паровима (поред Вудбриџа и Вудфорда). Са Радеком Штјепанеком узео је титулу на Отвореном првенству САД 2013. Тако је са пуних 40 година постао други најстарији гренд слем победник у мушким паровима у опен ери. Године 1999. играо је у финалима сва четири гренд слема са Бупатијем, што су остварила само још два пара: Макгрегор и Сеџман 1952. и Боб и Мајк Брајан 2005. Паес дели рекорд опен ере са Мартином Навратиловом за највише титула у мешовитим паровима. Са Мартином Хингис освојио је каријерни гренд слем у мешовитим паровима и они су тек други пар у опен ери са тим достигнућем (пре њих исто су учинили Марти Рисен и Маргарет Корт).
Као јуниор освојио је Вимблдон 1990. и Отворено првенство САД 1991. у појединачној конкуренцији.
Дана 7. априла 2018, са 44 године, остварио је 750. победу у каријери у мечу Дејвис купа (са партнером Бопаном). Први је по броју победа у Дејвис купу у конкуренцији парова (43) и четврти у укупном броју победа (93). Са Бупатијем држи рекордни низ победа у Дејвис купу када су у питању мушки парови (24). Учествовао је на чак седам Олимпијских игара, највише у тениској историји (1992–2016). На Олимпијским играма у Атланти 1996. освојио је бронзану медаљу у појединачној конкуренцији.

## Гренд слем финала

### Парови: 16 (8:8)
| Исход     | Бр. | Година | Турнир            | Подлога | Партнер         | Противници                    | Резултат                       |
| --------- | --- | ------ | ----------------- | ------- | --------------- | ----------------------------- | ------------------------------ |
| Финалиста | 1.  | 1999.  | ОП Аустралије     | Тврда   | Махеш Бупати    | Јонас Бјеркман Патрик Рафтер  | 3:6, 6:4, 4:6, 7:6(12:10), 4:6 |
| Победник  | 1.  | 1999.  | Ролан Гарос       | Шљака   | Махеш Бупати    | Горан Иванишевић Џеф Таранго  | 6:2, 7:5                       |
| Победник  | 2.  | 1999.  | Вимблдон          | Трава   | Махеш Бупати    | Пол Хархојс Џаред Палмер      | 6:7(10:12), 6:3, 6:4, 7:6(7:4) |
| Финалиста | 2.  | 1999.  | ОП САД            | Тврда   | Махеш Бупати    | Себастјен Ларо Алекс О’Брајен | 6:7(7:9), 4:6                  |
| Победник  | 3.  | 2001.  | Ролан Гарос (2)   | Шљака   | Махеш Бупати    | Петр Пала Павел Визнер        | 7:6(7:5), 6:3                  |
| Финалиста | 3.  | 2004.  | ОП САД (2)        | Тврда   | Давид Рикл      | Марк Ноулс Данијел Нестор     | 3:6, 3:6                       |
| Финалиста | 4.  | 2006.  | ОП Аустралије (2) | Тврда   | Мартин Дам      | Боб Брајан Мајк Брајан        | 6:4, 3:6, 4:6                  |
| Победник  | 4.  | 2006.  | ОП САД            | Тврда   | Мартин Дам      | Јонас Бјеркман Макс Мирни     | 6:7(5:7), 6:4, 6:3             |
| Финалиста | 5.  | 2008.  | ОП САД (3)        | Тврда   | Лукаш Длоухи    | Боб Брајан Мајк Брајан        | 6:7(5:7), 6:7(10:12)           |
| Победник  | 5.  | 2009.  | Ролан Гарос (3)   | Шљака   | Лукаш Длоухи    | Весли Муди Дик Норман         | 3:6, 6:3, 6:2                  |
| Победник  | 6.  | 2009.  | ОП САД (2)        | Тврда   | Лукаш Длоухи    | Махеш Бупати Марк Ноулс       | 3:6, 6:3, 6:2                  |
| Финалиста | 6.  | 2010.  | Ролан Гарос       | Шљака   | Лукаш Длоухи    | Ненад Зимоњић Данијел Нестор  | 5:7, 2:6                       |
| Финалиста | 7.  | 2011.  | ОП Аустралије (3) | Тврда   | Махеш Бупати    | Боб Брајан Мајк Брајан        | 3:6, 4:6                       |
| Победник  | 7.  | 2012.  | ОП Аустралије     | Тврда   | Радек Штјепанек | Боб Брајан Мајк Брајан        | 7:6(7:1), 6:2                  |
| Финалиста | 8.  | 2012.  | ОП САД (4)        | Тврда   | Радек Штјепанек | Боб Брајан Мајк Брајан        | 3:6, 4:6                       |
| Победник  | 8.  | 2013.  | ОП САД (3)        | Тврда   | Радек Штјепанек | Александар Пеја Бруно Соарес  | 6:1, 6:3                       |

### Мешовити парови: 18 (10:8)
| Исход     | Бр. | Година | Турнир            | Подлога | Партнерка           | Противници                            | Резултат         |
| --------- | --- | ------ | ----------------- | ------- | ------------------- | ------------------------------------- | ---------------- |
| Победник  | 1.  | 1999.  | Вимблдон          | Трава   | Лиса Рејмонд        | Ана Курњикова Јонас Бјеркман          | 6:4, 3:6, 6:3    |
| Финалиста | 1.  | 2001.  | ОП САД            | Тврда   | Лиса Рејмонд        | Рене Стабс Тод Вудбриџ                | 4:6, 7:5, [9:11] |
| Победник  | 2.  | 2003.  | ОП Аустралије     | Тврда   | Мартина Навратилова | Елени Данилиду Тод Вудбриџ            | 6:4, 7:5         |
| Победник  | 3.  | 2003.  | Вимблдон (2)      | Трава   | Мартина Навратилова | Анастасија Родионова Анди Рам         | 6:3, 6:3         |
| Финалиста | 2.  | 2004.  | ОП Аустралије     | Тврда   | Мартина Навратилова | Јелена Бовина Ненад Зимоњић           | 1:6, 6:7(3:7)    |
| Финалиста | 3.  | 2005.  | Ролан Гарос       | Шљака   | Мартина Навратилова | Данијела Хантухова Фабрис Санторо     | 6:3, 3:6, 2:6    |
| Финалиста | 4.  | 2007.  | ОП САД (2)        | Тврда   | Меган Шонеси        | Викторија Азаренка Макс Мирни         | 4:6, 6:7(6:8)    |
| Победник  | 4.  | 2008.  | ОП САД            | Тврда   | Кара Блек           | Лизел Хубер Џејми Мари                | 7:6(8:6), 6:4    |
| Финалиста | 5.  | 2009.  | Вимблдон          | Трава   | Кара Блек           | Ана-Лена Гренефелд Марк Ноулс         | 5:7, 3:6         |
| Финалиста | 6.  | 2009.  | ОП САД (3)        | Тврда   | Кара Блек           | Карли Галиксон Травис Парот           | 2:6, 4:6         |
| Победник  | 5.  | 2010.  | ОП Аустралије (2) | Тврда   | Кара Блек           | Јекатерина Макарова Јарослав Левински | 7:5, 6:3         |
| Победник  | 6.  | 2010.  | Вимблдон (3)      | Трава   | Кара Блек           | Лиса Рејмонд Весли Муди               | 6:4, 7:6(7:5)    |
| Финалиста | 7.  | 2012.  | ОП Аустралије (2) | Тврда   | Јелена Веснина      | Бетани Матек Сандс Орија Текау        | 3:6, 7:5, [3:10] |
| Финалиста | 8.  | 2012.  | Вимблдон (2)      | Трава   | Јелена Веснина      | Лиса Рејмонд Мајк Брајан              | 3:6, 7:5, 4:6    |
| Победник  | 7.  | 2015.  | ОП Аустралије (3) | Тврда   | Мартина Хингис      | Кристина Младеновић Данијел Нестор    | 6:4, 6:3         |
| Победник  | 8.  | 2015.  | Вимблдон (4)      | Трава   | Мартина Хингис      | Тимеа Бабош Александар Пеја           | 6:1, 6:1         |
| Победник  | 9.  | 2015.  | ОП САД (2)        | Тврда   | Мартина Хингис      | Бетани Матек Сандс Сем Квери          | 6:4, 3:6, [10:7] |
| Победник  | 10. | 2016.  | Ролан Гарос       | Шљака   | Мартина Хингис      | Сања Мирза Иван Додиг                 | 4:6, 6:4, [10:8] |

## Финала завршног првенства сезоне

### Парови: 4 (0:4)
| Исход     | Бр. | Година | Турнир   | Подлога   | Партнер       | Противници                    | Резултат                |
| --------- | --- | ------ | -------- | --------- | ------------- | ----------------------------- | ----------------------- |
| Финалиста | 1.  | 1997.  | Хартфорд | Тепих (д) | Махеш Бупати  | Рик Лич Џонатан Старк         | 3:6, 4:6, 6:7(3:7)      |
| Финалиста | 2.  | 1999.  | Хартфорд | Тепих (д) | Махеш Бупати  | Себастјен Ларо Алекс О’Брајен | 3:6, 2:6, 2:6           |
| Финалиста | 3.  | 2000.  | Бангалор | Тврда     | Махеш Бупати  | Доналд Џонсон Пит Норвал      | 6:7(8:10), 3:6, 4:6     |
| Финалиста | 4.  | 2005.  | Шангај   | Тепих (д) | Ненад Зимоњић | Микаел Љодра Фабрис Санторо   | 7:6(8:6), 3:6, 6:7(4:7) |

## Мечеви за олимпијске медаље

### Појединачно: 1 (1:0)
| Исход  | Година | Турнир                    | Подлога | Противник         | Резултат      |
| ------ | ------ | ------------------------- | ------- | ----------------- | ------------- |
| Бронза | 1996.  | Олимпијске игре у Атланти | Тврда   | Фернандо Мелижени | 3:6, 6:2, 6:4 |

### Парови: 1 (0:1)
| Исход    | Година | Турнир                  | Подлога | Партнер      | Противници               | Резултат             |
| -------- | ------ | ----------------------- | ------- | ------------ | ------------------------ | -------------------- |
| 4. место | 2004.  | Олимпијске игре у Атини | Тврда   | Махеш Бупати | Марио Анчић Иван Љубичић | 6:7(5:7), 6:4, 14:16 |